# Eugénie Bastié
Pour les articles homonymes, voir Bastié.
Eugénie Bastié, née le 18 novembre 1991 à Toulouse, est une journaliste, éditorialiste, polémiste et essayiste française.
Elle commence sa carrière sous le parrainage d'Élisabeth Lévy et de Natacha Polony, notamment dans le média d'opinion de droite dure Le Figaro Vox et dans le magazine Causeur. Elle est ensuite engagée comme éditorialiste au Figaro, et intervient régulièrement comme chroniqueuse éditorialiste sur CNews.
Elle est perçue dès ses débuts comme un des nouveaux visages de la droite, de la droite réactionnaire, voire de l’extrême droite, notamment par ses positions conservatrices et critiques vis-à-vis du féminisme, des idéaux sociaux, et des polémiques qu'elle alimente à la télévision et sur les réseaux sociaux. Elle participe à la résurgence médiatique de ces discours, observée depuis la fin des années 2010.

## Biographie

### Origines et formation
Issue d'une famille catholique,, Eugénie Bastié est la fille d'un paysagiste et d'une mère médecin spécialiste en médecine nucléaire ; elle a quatre frères et sœurs. Elle grandit à Pibrac, une commune de la banlieue de Toulouse en Haute-Garonne. Après une scolarité en pension dans le lycée privé catholique de Lectoure, dans le Gers, elle entre à l'Institut d'études politiques de Paris en 2009. Elle sort diplômée en 2014, après avoir suivi un master en affaires publiques. Elle obtient également une maîtrise de philosophie à la Sorbonne Paris-IV.

### Carrière
Elle collabore de 2013 à 2015 à Causeur,, site Internet et mensuel dirigé par Élisabeth Lévy. Après un stage de six mois au FigaroVox, site de débats et d'opinion du Figaro, qualifié par Rue89 de « plateforme droite dure du Figaro », elle est embauchée au Figaro en 2015,,. Ses deux marraines médiatiques sont Natacha Polony, du Figaro, et Élisabeth Lévy.
Elle devient rédactrice en chef du service politique de la revue d'« écologie intégrale » Limite, qu'elle a créée en 2015 avec Gaultier Bès, Marianne Durano, Camille Dalmas et Paul Piccarreta, qui se définit comme « une revue de combat culturel et politique, d’inspiration chrétienne », considérée par le quotidien Libération comme « la jeune garde ultraconservatrice catholique ». Elle quitte la revue en 2019 pour des différends sur la ligne éditoriale, juste avant la fermeture de la revue et son recrutement sur CNews.
En septembre 2015, invitée sur le plateau de Ce soir (ou jamais !), elle engage avec Jacques Attali une joute oratoire à propos de la crise dite des migrants, au cours de laquelle elle lance : « Le vieux monde est de retour, Monsieur Attali ! » ; sa réplique provoque un buzz médiatique sur Internet.
En avril 2016 paraît son premier essai Adieu, Mademoiselle. La défaite des femmes aux éditions du Cerf, considéré comme un pamphlet anti-féministe. Elle affirme croire à la notion d'« héritage » mais pas à celle de « progrès ». L'essayiste royaliste Gérard Leclerc écrit sur cet essai dans la revue Royaliste : « surtout dialectiquement ciselé, très informé et portant le fer au cœur même d’un des débats les plus cruciaux de l’époque ». Libération lui reproche d'avoir écrit un « livre entier sur le féminisme en occultant spectaculairement les violences sexuelles sauf pour parler de Cologne et stigmatiser les musulmans ». Elle émerge avec cet essai, aux côtés de Marianne Durano et Thérèse Hargot, comme une figure de l'antiféminisme selon Mediapart.
En septembre 2016, elle tient une chronique dans le magazine Actuality, sur France 2. Son recrutement suscite une polémique sur Twitter ; elle quitte l'émission dès le mois suivant.
Elle est, depuis avril 2017, journaliste au service « débats et opinions » du Figaro. En juin 2017, elle est reçue au palais de l'Élysée avec Alain Finkielkraut et Régis Debray par Sylvain Fort, qui leur suggère de modérer leurs attaques sur les aspects les plus libéraux de la politique d'Emmanuel Macron,.
En octobre 2018 paraît son deuxième essai, Le Porc émissaire : terreur ou contre-révolution, aux éditions du Cerf, ouvrage qui entreprend une critique du mouvement #MeToo. Alors qu’elle est invitée par France Inter à l'occasion de cette publication, Léa Salamé cite une phrase de son livre : « Je crois qu'une main aux fesses n’a jamais tué personne ». Face au tollé provoqué par cette phrase, Eugénie Bastié déclare ensuite : « Si je devais refaire le livre aujourd'hui, je n'écrirais plus cette phrase ».
Durant la saison 2019-2020, elle est chroniqueuse de l'émission Et en même temps sur BFM TV (présentée par Apolline de Malherbe) le dimanche soir ; tous les jeudis, elle participe en outre à la deuxième partie de l'émission 19 h Ruth Elkrief pour un débat sur l'actualité face à Alain Duhamel.
En juillet 2020, elle est recrutée par CNews en tant qu'éditorialiste. L'Obs, à l'origine de cette révélation, qualifie ce recrutement de « belle prise » pour CNews et valide, selon La Dépêche, la droitisation de la chaîne d'information en continu. À partir de mai 2021, elle anime sur la chaîne sa propre émission, Place aux idées, tous les samedis à 19 h, aux côtés de la journaliste Clélie Mathias. En septembre 2021, face à l'injonction du CSA de décompter le temps de parole d'Éric Zemmour dans le temps de campagne présidentiel, Eugénie Bastié, Mathieu Bock-Côté et Charlotte d'Ornellas remplacent ce dernier dans Face à l'info, émission animée par Christine Kelly.
Depuis la rentrée 2022, elle anime l'émission Le Club des idées sur Figaro TV, ainsi qu'une revue de presse « Revue des hebdos et des idées » à Europe 1.
Elle est chroniqueuse occasionnelle de l'émission Historiquement Show sur la chaine Histoire TV.

## Points de vue et polémiques

### Prises de position et polémiques
Ses prises de position sont à l'origine de diverses polémiques, notamment ses prises de position contre le mouvement MeToo, jugées antiféministes par plusieurs médias,,. Pour sa part, elle se considère comme « alterféministe ».
Opposée philosophiquement à l'avortement, Eugénie Bastié affirme ne pas être opposée à sa légalisation. Elle estime également qu'en France, certaines femmes sont « poussées à avorter » et déplore qu'aucune alternative ne leur soit proposée.
Lors de l'attaque terroriste du 23 mars 2018 au moment où le lieutenant-colonel Arnaud Beltrame venait de s'échanger avec l'otage, Eugénie Bastié écrit un tweet : « Ne jugeons pas trop vite cet homme en héros, il a peut-être mis des mains aux fesses à Saint-Cyr. » Il s’agit d'un écho ironique au scandale du harcèlement sexuel dans le lycée militaire où Arnaud Beltrame fit sa corniche,. Son commentaire provoque de sévères condamnations contre elle et Le Figaro. Eugénie Bastié le retire et publie le jour même un tweet présentant ses excuses.

#### Appel à modifier sa page Wikipédia
En octobre 2023, Eugénie Bastié conteste publiquement la mention sur sa page Wikipédia du qualificatif de « réactionnaire », qualifiant le projet de « Wokipédia » (jeu de mots reposant sur l'adjectif woke), et les contributeurs ayant écrit sa page de « crétins ». Elle demande à ses soutiens, via le réseau social Instagram, d'intervenir afin de modifier sa page sur l'encyclopédie en ligne. Dans le même temps, elle s'en prend nommément, sur Twitter, où elle compte 146 000 abonnés, à certains contributeurs ayant participé à la rédaction de l'article et ayant ajouté le terme contesté. Rapidement protégé par les administrateurs de l'encyclopédie, qui proscrit le démarchage extérieur, le caviardage ou le ripolinage, l'article reste inchangé en raison de l'existence de sources secondaires justifiant l'emploi du qualificatif contesté.

### Positionnement politique
Le Point et Le Temps la classent parmi les conservateurs,. Elle se déclare favorable à l'économie de marché et à la liberté d'entreprendre mais émet des réserves quant à la croissance exponentielle,.
Elle est réputée avoir été « très proche » de l'Action française et selon des avis convergents, d'en avoir défendu les thèses dans le journal Limite, média catholique conservateur dont elle est l'une des fondatrices et figures dirigeantes,, ce qu’elle reconnait.
Elle participe en 2013 à La Manif pour tous, mouvement de manifestations opposé au mariage entre personnes de même sexe. Sans être ouvertement affiliée à un parti politique, son parcours et ses prises de position sont jugés réactionnaires et proches de l'extrême droite française,,. L'économiste Jacques Attali la compare à Éric Zemmour, alors journaliste et chroniqueur au Figaro (qu’elle a remplacé à l'antenne de CNews pendant sa campagne présidentielle). Il est également relevé qu'elle échange ouvertement sur Twitter avec Renaud Camus, inventeur de la théorie du Grand remplacement.[source secondaire souhaitée],.
Elle dénonce le traitement « à charge » de la pédophilie dans l’Église.
L'Express en 2016 souligne son parcours « fulgurant » à 24 ans et s'interroge sur son statut de « nouveau « visage de la droite réac » ». En 2021, le journaliste Samuel Gontier, sur Télérama, la qualifie « d'antiféministe réac », « représentante de la droite extrême » dans l'émission Place aux idées sur CNews. Le journal Brain la qualifie de « it girl de l'extrême droite », tandis que Libération la désigne comme une « étoile montante de la réacosphère », et rapporte que le politologue Gaël Brustier voit en elle une héritière, notamment, de « l'intellectuel réac des années 30 Thierry Maulnier ». Richard Werly, dans le journal Le Temps en Suisse, la qualifie de « conservatrice, raisonnable, séductrice et intrigante ».
Elle indique avoir voté pour Nicolas Dupont-Aignan au premier tour de l'élection présidentielle de 2012,.

## Ouvrages
- Adieu mademoiselle : La Défaite des femmes, Paris, Le Cerf, 2016, 224 p. (ISBN 978-2-204-10489-0, BNF 45084868).
- Le Porc émissaire : Terreur ou contre-révolution, Paris, Le Cerf, 2018, 175 p. (ISBN 978-2-204-12838-4, BNF 45603742).
- La Guerre des idées : enquête au cœur de l'intelligentsia française, Paris, Robert Laffont, 2021, 312 p. (ISBN 978-2221252949)
- Sauver la différence des sexes, Paris/61-Lonrai, Gallimard, coll. « Tracts » (no 46), 1er mars 2023, 32 p. (ISBN 978-2073025456)
- La Dictature des ressentis, Paris, Plon, 2023, 240 p. (ISBN 978-2259317597)